# 公共普遍朋友
「公共普遍朋友」（The Public Universal Friend，下稱「朋友」，本名潔米瑪·威爾金森（Jemima Wilkinson）；1752年11月29日－1819年7月1日）是美國傳教士，出生於坎伯蘭的貴格會家庭。1776年經歷重病後，潔米瑪聲稱原身已死，重生為名為「公共普遍朋友」的無性別傳道者，此後拒絕使用本名及性別代詞。身穿中性服裝的「朋友」在美國東北部傳教，吸引大批追隨者形成「普遍朋友會」。
「朋友」的神學觀大體與貴格會相近，強調自由意志、反對奴隸制度並主張禁慾。普遍朋友會中最忠誠的成員是一群未婚女性，她們在家庭和社區中擔任領導角色。1790年代，會員在紐約州西部取得土地，建立傑里科鎮。普遍朋友會於1860年代消失。許多作家將「朋友」描述為女性，或是詐騙犯，甚至是女性權利先驅；另一些則視「朋友」為跨性別或非二元性別者，是跨性別歷史中的重要人物。

## 早年生活
後來成為「公共普遍朋友」的潔米瑪·威爾金森於1752年11月29日出生於坎伯蘭，是艾美（本姓惠普爾）與傑里邁亞·威爾金森的第八個孩子，:11–12家族在美國已生活四代。孩子取名潔米瑪，源自《聖經》中約伯的女兒之一潔米瑪。潔米瑪的曾祖父勞倫斯·威爾金森是查理一世軍隊的軍官，約1650年從英格蘭移民，並活躍於殖民地政府。傑里邁亞·威爾金森是殖民地長期總督、《美國獨立宣言》簽署人史蒂芬·霍普金斯的表親。傑里邁亞在史密斯菲爾德會議廳參加貴格會傳統崇拜。早期傳記作者大衛·哈德遜指艾美也是貴格會長期會員，:9但後世傳記作者赫伯特·威斯比未發現相關證據，僅引述摩西·布朗指孩子因傑里邁亞的關係「生而為貴格會信徒」。艾美在潔米瑪12或13歲時（1764年）生下第十二個孩子後不久去世。
潔米瑪有烏黑秀髮與眼睛，自幼體格強健，童年即精於騎術，成年後仍保持此技，並喜愛駿馬，注重動物照料。熱愛閱讀的潔米瑪能背誦長段《聖經》及貴格會經典。關於其童年其他可靠記載甚少；哈德遜等早期記述稱潔米瑪喜好華服、厭惡勞動，但無同期證據支持，威斯比認為此說可疑。:11–12傳記作者保羅·莫耶指這可能是為符合當時常見敘事，即經歷宗教覺醒者曾是放蕩罪人。
1770年代中期，潔米瑪開始參加坎伯蘭的新光浸信會聚會，該會源自大覺醒運動，強調個人啟蒙，並停止參加貴格會聚會——1776年2月因此受紀律處分，8月被史密斯菲爾德會議除名。姊姊佩興斯同期因非婚生子被除名；兄弟史蒂芬與傑普撒則因參加軍事訓練，於1776年5月被主張和平主義的貴格會除名。在這些家庭動盪及美國獨立戰爭的時代背景下，潔米瑪對新光浸信會不滿，又遭主流貴格會排斥，1776年承受極大壓力。

## 成為「公共普遍朋友」

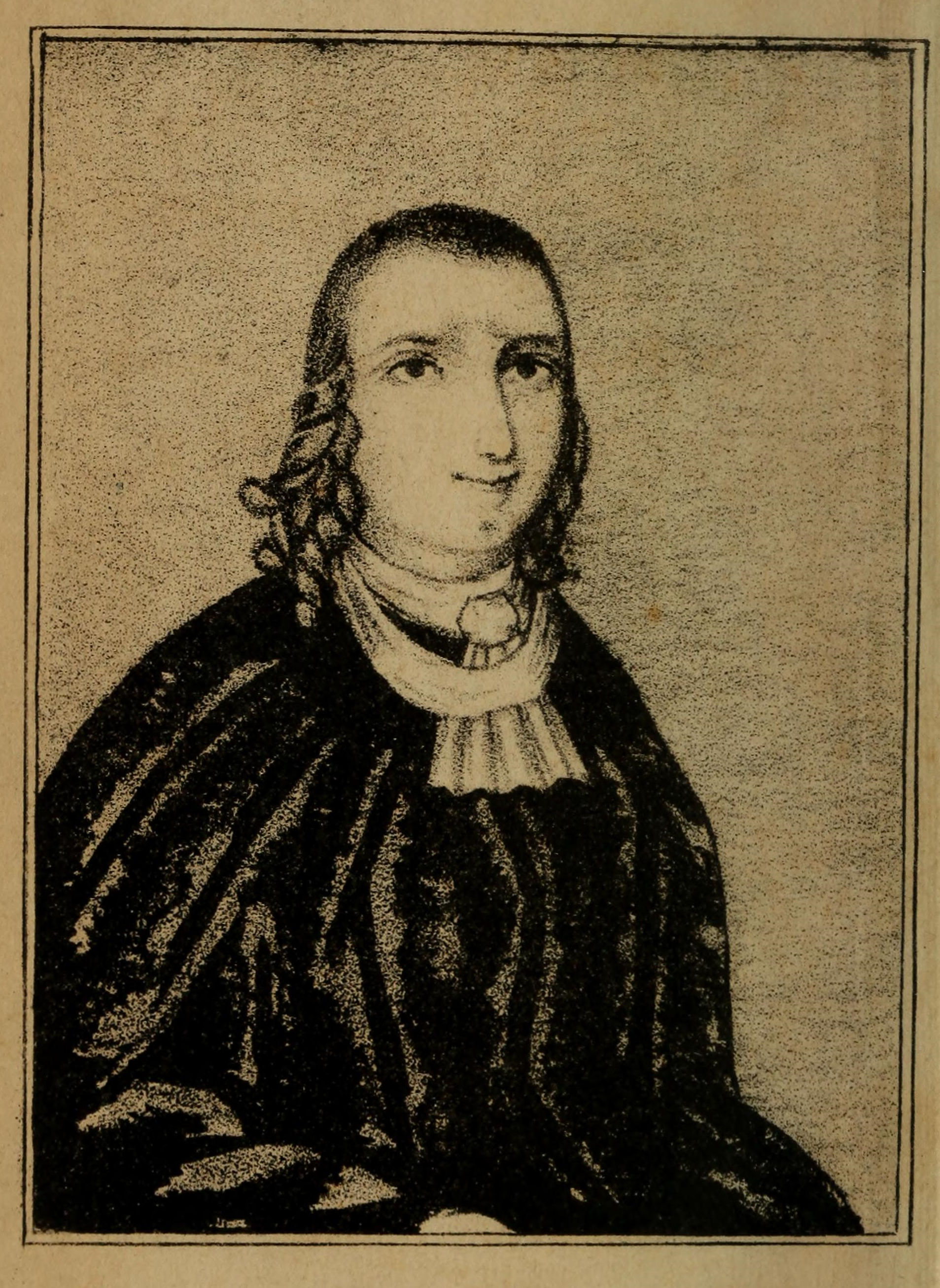
大衛·哈德遜1821年傳記中的肖像

1776年10月，潔米瑪感染流行病（可能為傷寒），高燒臥床瀕死。家人從六英里外的阿特爾伯勒請來醫生，鄰居夜間守候。數日後退燒。「朋友」後稱潔米瑪已死，透過兩位大天使獲神啟示：「永恆榮耀的眾多居所中，有足夠空間容納你與眾人」。「朋友」進一步稱潔米瑪靈魂已升天，身體由新靈重生，此靈受神委派傳道，名為「Publick Universal Friend」，引用《以賽亞書》62:2稱此為「耶和華親口賜予的新名」。此名源自貴格會對巡迴傳道者的稱呼「Public Friends」。18至19世紀，部分作家稱潔米瑪病中曾短暫死亡，甚至長時間死後戲劇性復活；另一些則指整個病況是偽裝。醫生與目擊者記載病情屬實，但無人指潔米瑪曾死亡。
此後，「朋友」拒絕回應「潔米瑪·威爾金森」，無視或斥責堅持使用該名者。哈德遜記載，當訪客詢問是否為其原名時，「朋友」僅引用《路加福音》23:3（「你說的是」）。:118自認非男非女，「朋友」要求勿用性別代詞。追隨者尊重此意，僅稱「公共普遍朋友」或簡稱「朋友」、「P.U.F.」，許多人即使在私人日記中也避免性別代詞，部分則用「他」。被問及性別時，「朋友」答「我是自有永有的」，對批評其衣著者亦如此回應（並補充「我的衣著外表無不妥；無需向凡人交代」）。
「朋友」穿著被視為中性或男性的服飾，多為黑色寬鬆教士袍，配白色或紫色頸巾，如當時男性裝束。「朋友」室內不戴女性頭巾，室外戴貴格會男性風格的寬簷低頂海狸帽。關於「朋友」「中性嗓音」的記述不一；有人形容「清晰和諧」或「流暢自如」，也有人稱「粗啞刺耳」或「陰森如蛙鳴」。「朋友」舉止從容莊重，以斯拉·斯泰爾斯描述為「端莊優雅」。

## 信仰、傳道與普遍朋友會

「普遍朋友之印」

「朋友」開始在羅德島、康乃狄克、麻薩諸塞與賓夕法尼亞巡迴傳道，同行的兄弟史蒂芬及姊妹黛博拉、伊麗莎白、瑪茜與佩興斯均被貴格會除名。早期，「公共普遍朋友」宣揚人們須在即將到來的審判日前悔改得救。據阿布納·布朗內爾記載，「朋友」預言部分《啟示錄》預言將於1780年4月左右應驗（即「朋友」開始傳道後42個月），並將1780年5月的新英格蘭黑晝視為預言實現。據費城報載，後期追隨者莎拉·理查茲與詹姆斯·帕克自認是啟示錄中的兩位見證人，一度身披麻布。
「朋友」不帶《聖經》參與崇拜聚會（初期在戶外或借用會堂），但憑記憶宣講長段經文。聚會吸引大批聽眾，部分形成「普遍朋友」會眾，使「朋友」成為美國首位創立宗教團體者。追隨者男女比例相近，多為40歲以下。多數具貴格會背景，儘管主流貴格會勸阻並懲戒參與「朋友」聚會者。貴格會已開除「朋友」，威廉·薩弗里認為此舉顯露「區別於常人之驕傲」。因參與獨立戰爭被貴格會開除的自由貴格會信徒尤其同情，向普遍朋友開放會堂，欣賞他們多數支持愛國事業（包括「朋友」家人）。
1780年代中期，主流報刊小冊詳細報導「朋友」講道，數家費城報紙尤為批判；1788年煽動反對聲浪，致「朋友」停留處外聚集喧鬧人群。多數報紙聚焦性別模糊而非神學，後者實與主流貴格會相近；1788年一名聽眾稱「本預期聽到異端教義，實則與主流貴格會講道無異」。「朋友」神學與主流貴格會如此相似，以致兩部相關出版品中有一部剽竊自艾薩克·佩寧頓的《著作》，因據阿布納·布朗內爾稱，「朋友」認為以普遍朋友名義重刊更能引起共鳴。普遍朋友會亦使用貴格會式語言，以「thee」和「thou」取代正式單數「you」。
「公共普遍朋友」否定預定論與揀選觀，主張無論性別皆可得神之光，神直接對具自由意志的個體說話，並相信普世救贖可能。呼籲廢除奴隸制，說服擁有奴隸的追隨者釋放他們。會眾中有數名黑人，他們為解放奴隸證明書作證。「朋友」宣揚謙卑與待客之道；宗教聚會向公眾開放，接待訪客（包括僅出於好奇者與原住民），與後者關係普遍融洽。「朋友」幾乎無個人財產（主要來自追隨者饋贈），從不以個人名義持有不動產。
「朋友」主張禁慾，不鼓勵婚姻，但非強制獨身，接受婚姻（尤其視為比婚外破戒更佳選擇）。多數追隨者已婚，但未婚比例顯著高於當時全國平均。「朋友」亦主張女性應「順從神而非男人」，最忠誠追隨者包括約四十名未婚女性（「忠信姊妹會」），她們擔任通常由男性主導的角色。團體定居點中女性當家比例（20%）遠高於周邊地區。
約1785年，「朋友」結識莎拉與亞伯拉罕·理查茲。1786年亞伯拉罕拜訪「朋友」期間去世，結束這段不幸婚姻。莎拉攜幼女與「朋友」同住，模仿其中性髮型、衣著與舉止（少數其他女性密友亦然），後被稱莎拉·朋友。「朋友」委託理查茲以信托持有團體財產，並派其至國內某地傳道（與「朋友」所在處不同）。莎拉主導規劃建造她與「朋友」在傑里科鎮的居所，1793年去世時將孩子託付「朋友」照料。
1794年10月，「朋友」與數名追隨者應蒂莫西·皮克林之邀，在卡南代瓜與托馬斯·莫里斯（金融家羅伯特·莫里斯之子）共餐，並隨其參與與易洛魁人談判，促成《卡南代瓜條約》。經皮克林許可並透過翻譯，「朋友」向美國官員與易洛魁酋長發表關於「和平與愛之重要」的演說，獲易洛魁人讚賞。

## 戈爾與傑里科定居點及法律糾紛
1780年代中期，普遍朋友會開始規劃在紐約西部建立自己的城鎮。1788年末，團體先鋒成員已在傑納西河地區建立定居點；1790年3月，其餘普遍朋友啟程會合，使之成為紐約西部最大非原住民社區。然而問題浮現。詹姆斯·帕克於1791年花三週向紐約州長及土地辦公室請願，為團體取得定居地地權，但當1792年重新勘界時，普遍朋友會多數建築與改良設施位於初始Preemption Line以東（屬紐約州），至少25戶住宅與農場卻位於線西（不在紐約授予範圍內），居民被迫向the Pulteney Association重購土地。此鎮原稱「朋友定居點」，後改稱戈爾。
此外，土地屬菲爾普斯與戈勒姆違約地塊，轉售金融家羅伯特·莫里斯後又賣予英國投機客Pulteney Association。每次轉手推高地價，團體改良區域吸引的新移民亦助長此勢。社區缺乏足夠地權容納所有成員，部分人離開。另一些人（如帕克與威廉·波特）欲佔地牟利。為解決首項問題，普遍朋友會成員取得數處替代地。亞伯拉罕·戴頓從總督約翰·格雷夫斯·西姆科處獲加拿大大片土地，但莎拉·理查茲勸阻「朋友」遠遷。托馬斯·哈撒韋與本尼迪克特·羅賓遜另於1789年購得名為凱德倫溪（注入凱德倫湖）的地塊。普遍朋友會在此建立的新鎮後稱傑里科。
第二項問題於1799年秋激化。法官威廉·波特、安大略縣治安官詹姆斯·帕克與數名幻滅前追隨者多次試圖以瀆神罪逮捕「朋友」，部分作家認為此舉源於土地所有權與權力分歧。一名官員試圖在戈爾趁「朋友」與瑞秋·馬林騎行時拘捕，但精於騎術的「朋友」逃脫。該官員與助手後至傑里科家中逮捕，遭屋內女性驅離並撕破衣物。第三次嘗試由30人團隊精心策劃，午夜包圍住宅，以斧破門，計劃用牛車押走「朋友」。隨行醫生指「朋友」健康狀況不宜移動，雙方達成協議「朋友」將於1800年6月出庭安大略縣法院（但非由帕克審理）。「朋友」出庭時，法院裁定無可公訴罪行，並邀請向在場者講道。

## 逝世與影響
世紀之交起，「朋友」健康惡化；1816年開始受水腫折磨，仍接待訪客並講道。1818年11月作最後常規講道，1819年4月在姊姊佩興斯·威爾金森·波特葬禮上最後宣道。
「朋友」於1819年7月1日逝世；團體死亡記錄載「鐘錶2時25分，『朋友』離此。」依「朋友」意願，僅舉行常規聚會，未辦喪禮。遺體入殮頂部設橢圓玻璃窗的棺木，逝世四日後下葬於住宅地窖石室。數年後，棺木移出，依「朋友」偏好葬於無標記墓穴。美國東部多地報紙刊發訃告。親密追隨者保持信仰，但隨歲月逝去；因法律與宗教爭議難吸新信徒，普遍朋友會人數減少，1860年代消失。

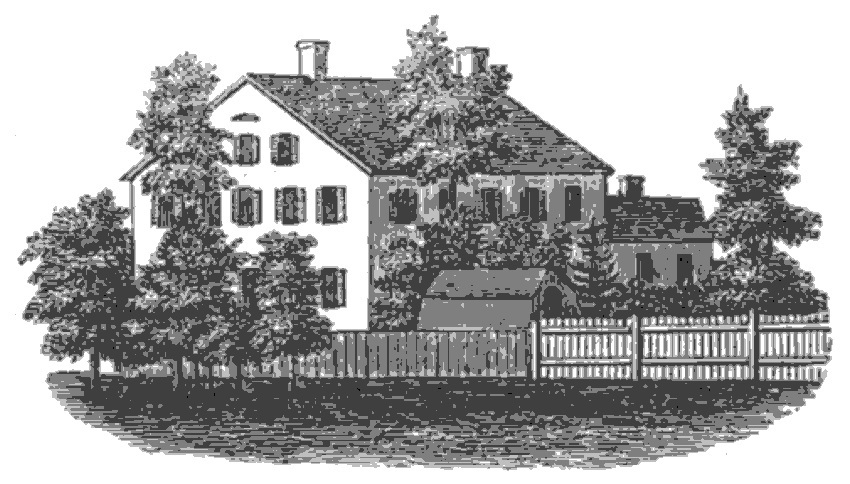
「朋友之家」南景（1842年版畫）

朋友之家與臨時墓室位於傑里科鎮，列入《國家史蹟名錄》。據信與塞內卡酋長紅茄克出生地位於庫卡湖同一支流，但其出生地有爭議。Yates County Genealogical and Historical Society於Penn Yan的博物館展出「朋友」肖像、《聖經》、馬車、帽子、馬鞍及普遍朋友會文件。直至1900年代，Little Rest居民仍稱一種一枝黃花為「潔米瑪雜草」，因其1770年代首次出現該鎮時正值「朋友」初訪。
「朋友」與追隨者是塞內卡湖與Keuka湖間區域的開拓者。普遍朋友會於Dresden建立穀物磨坊。

## 解讀與傳說
儘管「公共普遍朋友」自認無性別，許多作家仍將「朋友」描繪為女性，或是欺詐操控者，或是女性賦權先驅。18至19世紀多數作家持首種觀點，包括大衛·哈德遜——其敵意且失實的傳記（為影響團體土地訴訟而寫）長期具影響力。這些作家散播「朋友」專橫指使追隨者、因故流放他們多年、迫使已婚者離婚、奪其財產，甚至嘗試復活死人或水上行走失敗等謠言；無同期證據支持這些故事，認識「朋友」者（包括非追隨者）指傳聞不實。
另一故事始於1787年聚會後，莎拉·威爾遜稱阿比蓋爾·戴頓趁其入睡企圖扼殺她，卻誤扼同床的安娜·斯泰爾斯。斯泰爾斯否認有事發生，在場者歸因於威爾遜噩夢。然而費城報紙刊載添油加醋的指控與後續報導，批評者稱襲擊必獲「朋友」默許，故事最終演變為「朋友」（當時身處他州）扼殺威爾遜。引發廣泛敵意的指控是「朋友」自稱耶穌；「朋友」與普遍朋友會多次否認。
現代作家常視「朋友」為先驅，或為女性權利史早期人物（蘇珊·賈斯特與凱瑟琳·布雷克斯觀點），或為跨性別歷史一員（斯科特·拉爾森與瑞秋·霍普·克利夫斯探討）。歷史學家邁克爾·布朗斯基指「依當時標準與詞彙」不會稱「朋友」為跨性別或變裝者，但也稱其為「跨性別傳道者」。賈斯特稱「朋友」為「靈性變裝者」，指追隨者視其中性衣著與無性別靈體一致。
賈斯特等指對追隨者而言，「朋友」可能體現保羅於《加拉太書》3:28所言「在基督裡不分男女」。凱瑟琳·韋辛格、布雷克斯等指「朋友」挑戰性別二元及天生本質觀，但布雷克斯與賈斯特認為「朋友」透過「男裝打扮」及反覆否認女性身份強化男性優越觀。拉爾森反對將「公共普遍朋友」歸入性別二元為女性之敘事，撰文指可將「朋友」理解為「『跨性別』出現前」的跨性別歷史篇章。布朗斯基引「朋友」為早期美國公開自認非二元性別的罕例。
T.弗萊施曼的散文《Time Is the Thing the Body Moves Through》檢視「朋友」敘事，探討美國傳道活動的殖民本質，視之為「思考白人定居者想像力局限的途徑」。「公共普遍朋友」也是NPR廣播節目及播客《Throughline》其中一集的主題。

## 延伸閱讀
- Hinds, William Alfred. American Communities and Cooperative Colonies. [1902] Second Revision. Chicago, IL: Charles H. Kerr & Co., 1908.

## 外部連結
- The Friend's Society Index, US GenNet
- "Jemima Wilkinson: Celibacy and the Communal Life, The Re-Incarnation of the Divine in Female Form, 1758–1819", Crooked Lake Review.
- "Last Will & Testament" Freepages, Rootsweb, 2017
- Social roots of the Mormon United Order, 2005
- "Incorporation Papers for Universal Friends", PBS History Detectives

Claus Bernet. . Bautz, Traugott  (编).  20. Nordhausen: Bautz. 2002. cols. 1545–1553. ISBN 3-88309-091-3 （德语）.